# ㅒ
ㅒ (reviderad romanisering: yae, hangul: 얘) är en av elva diftonger i det koreanska alfabetet. Det är en kombination av ㅑ och ㅣ.